# Hans Fährmann
Ernst Hans Fährmann (* 17. Dezember 1860 in Beicha bei Lommatzsch; † 29. Juni 1940 in Dresden) war ein deutscher Komponist und Organist.

## Leben
Fährmann war der Sohn eines Schullehrers und Kantors, erhielt seinen ersten Klavierunterricht im Alter von fünf Jahren von seinem Vater und begann als Zwölfjähriger Orgel zu spielen. Von 1874 bis 1880 besuchte er die Lehrerbildungsanstalt in Friedrichstadt und arbeitete bis 1882 als Lehrergehilfe in Pieschen, bevor er sich für eine musikalische Laufbahn entschied. In den Jahren bis 1890 erhielt er Privatunterricht von Hermann Scholtz (Klavier), Carl August Fischer (Orgel) sowie Jean Louis Nicodé (Musiktheorie und Komposition) und erlangte durch Konzertauftritte allmählich einen guten Ruf als Organist und Pianist. In dieser Zeit konzertierte er vor allem in der Schweiz. 1889 heiratete Fährmann die Schweizer Sängerin Julie Bächi. 1890 ernannte man ihn zum Organisten und Kantor an der Dresdner Johanneskirche, was er bis 1926 blieb. Daneben wirkte er seit 1892 als Lehrer für Virtuoses Orgelspiel am Dresdner Konservatorium. 1913 wurde er zum Königlichen Musikdirektor und 1917 zum Professor ernannt. Nachdem er 1932 die Leitung des ans Konservatorium angegliederten Instituts für Kirchenmusik übernommen hatte, trat er 1939 in den Ruhestand.
Er wohnte im Haus "Waldfrieden" in Wachwitz, Wachwitzgrund 53.

## Werk
Hans Fährmann komponierte vorrangig Orgelwerke, unter denen 14 teilweise sehr groß dimensionierte Orgelsonaten herausragen. Daneben entstanden aus seiner Feder auch Lieder, Chorwerke, die zwei Oratorien Heimkehr und Auf Bethlehems Fluren, Kammermusik und drei Konzerte für Orgel und Orchester. Seine Tonsprache ist der Spätromantik verpflichtet. 
Fährmann war um die Jahrhundertwende einer der angesehensten deutschen Orgelkomponisten, dessen beste Werke man auf eine Stufe mit denen Max Regers stellte. Empfindlich gestört wurde die Verbreitung seiner Musik mit der Zerstörung des Otto-Junne-Verlages in Leipzig, bei dem Fährmanns meiste Kompositionen erschienen waren, durch Bombenangriffe 1943. Nach dem Zweiten Weltkrieg standen der symphonisch und klangprächtig ausgelegten Musik des Komponisten die genau entgegengesetzten Ideale der Orgelbewegung gegenüber. Somit geriet Fährmann bald in Vergessenheit und wurde erst im Zuge der Neubewertung spätromantischer Orgelmusik am Ende des 20. Jahrhunderts allmählich wiederentdeckt.

### Werke mit Opuszahl
- „Unter allen Wipfeln“ für gemischten Chor a cappella op. 2. L. Hoffrath, Dresden OCLC 699654791
- „Ich möchte heim“ für eine Singstimme mit Klavier- oder Orgelbegleitung op. 3. Dietrich, Dresden, um 1900 OCLC 699647410
- Vier Frühlingslieder für eine Singstimme mit Orgelbegleitung op. 4.
  - Nr. 1: Frühlingshoffen, Incipit: Dulde, gedulde dich fein, Otto Junne, Leipzig, um 1880 OCLC 699640879
  - Nr. 2: Frühlingseinzug, Incipit: Die Fenster auf, die Herzen auf, Otto Junne, Leipzig, um 1880 OCLC 699640899
  - Nr. 3: Frühlingsglaub, Incipit: Die linden Lüfte sind erwacht, Otto Junne, Leipzig, um 1880 OCLC 699640918
  - Nr. 4: Frühlingstraum, Incipit: Auf Flügeln des Gesanges, Otto Junne, Leipzig, um 1880 OCLC 699640935
- Orgelsonate Nr. 1 g-moll op. 5. seinem Schüler Woldemar Nestler gewidmet, J. Rieter-Biedermann, Leipzig, 1891 (Digitalisat beim IMSLP) OCLC 699649156 Das Werk wurde vom Organisten Dietrich von Knebel an der Jehmlich-Orgel in der Kreuzkirche in Dresden eingespielt und 2013 auf der CD Hans Fährmann (1860–1940) - Orgelwerke IV beim Label Querstand veröffentlicht.
  - I Moderato maestoso
  - II Andante religioso
  - III Doppelfuge
- Klaviersonate c-moll op. 6. Klemm, Leipzig, 1895 OCLC 699649098
- Psalm 23 für fünfstimmigen Chor, Soli und Orchester op. 7.
- Orgelsonate Nr. 2 c-moll op. 8. Carry Jones gewidmet, J. Rieter-Biedermann, Leipzig, 1893 (Digitalisat beim IMSLP) OCLC 699649156 Das Werk wurde vom Organisten Dietrich von Knebel an der Jehmlich-Orgel in der Kreuzkirche in Dresden eingespielt und 2013 auf der CD Hans Fährmann (1860–1940) - Orgelwerke IV beim Label Querstand veröffentlicht.
  - I Maestoso patetico - Moderato energico - Grave
  - II Andante - Meno mosso
  - III „Jesus meine Zuversicht“. Festoso - Choralfuge (Moderato) - Pomposo brillante
- Drei ernste Lieder für eine Singstimme mit Orgelbegleitung op. 10. Der Verlag Dr. J. Butz veröffentlichte 2013 eine Bearbeitete Fassung von Dietrich von Knebel. OCLC 1185245289
  - Wanderers Nachtlied
  - Wir haben hier keine bleibende Stätte
  - Ewige Nacht
- Vorspiel und Doppelfuge über B.A.C.H. für Orgel op. 11. Otto Junne, Leipzig, um 1890 OCLC 834138351 (Digitalisat einer Musikhandschrift der Digitalen Sammlungen der SLUB) Das Werk wurde vom Organisten Dietrich von Knebel an der Klais-Orgel von St. Elisabeth in Bonn eingespielt und auf der CD Hans Fährmann (1860 - 1940) - Orgelwerke II beim Label Mitra veröffentlicht.
- Drei Lieder für eine Singstimme mit Orgelbegleitung op. 12.
- Sechs Pedaletüden für Orgel oder Pedalflügel op. 14. Widmung: „Meinen sechs hervorragendsten Schülern von 1893-1898.“, Otto Junne, Leipzig OCLC 26078005 (Digitalisat einer unvollständigen Musikhandschrift beim IMSLP)
- Introduzione e Fuga triomphale für Orgel op. 15. (Digitalisat einer Musikhandschrift der Digitalen Sammlungen der SLUB)
- Am Tage der Pfingsten, Fantasie und große dreifache Fuge in g-Moll für Orgel op. 16. Otto Junne, Leipzig, um 1895 OCLC 314175313 Das Werk wurde vom Organisten Dietrich von Knebel an der Jehmlich-Orgel in der Kreuzkirche in Dresden eingespielt und 2013 auf der CD Hans Fährmann (1860–1940) - Orgelwerke IV beim Label Querstand veröffentlicht.
- Orgelsonate Nr. 3 in sinfonischer Form b-moll op. 17. Paul Homeyer gewidmet, Otto Junne, Leipzig, 1902 (Digitalisat der Digitalen Sammlungen der SLUB). Das Werk wurde vom Organisten Dietrich von Knebel an der Klais-Orgel von St. Elisabeth in Bonn eingespielt und 2002 auf der CD Hans Fährmann (1860–1940) - Orgelsonate Nr. 3 b-moll op. 17 beim Wuppertaler Label Panofon veröffentlicht. OCLC 699647410
  - I In tempo di marcia funebre - Allegro agitato, b-moll
  - II Adagio molto, D-Dur
  - III Scherzo über B.A.C.H., Presto, d-moll
  - IV Passacaglia über B.A.C.H. Moderato - Fuga. Vivace - Andante - Vivace assai - Maestoso
- Orgelsonate Nr. 4 a-moll op. 18. Hermann Scholtz gewidmet, Otto Junne, Leipzig, 1902 OCLC 947180021 (Digitalisat beim IMSLP). Edition Kemel, Niederhausen, 2017 OCLC 1199702878
  - I Trotzig und Schwerfällig (Moderato)
  - II Adagio - L’istesso tempo
  - III Fantasie-Toccata. Allegro - Con moto
- Lyrische Stücke für Orgel op. 19. Otto Junne, Leipzig
- Requiem für gemischten Chor, Soli und Orchester op. 20.
- Große Orgelsonate Nr. 5 C-Dur op. 22. Den Manen Joseph Rheinbergers gewidmet, Otto Junne, Leipzig, 1902 (Digitalisat der Digitalen Sammlungen der SLUB) OCLC 780342746 Edition Kemel, Niedernausen, 2017 OCLC 1199787178
  - I Moderato - Molto agitato - Tranquillo - Tempo giusto, energico - Doppio movimento - Allegro agitato
  - II Adagio, ma non troppo - Allegretto - Andante - Adagio
  - III Allegro con fuoco
- Drei Motetten für gemischten Chor op. 23. Otto Junne, Leipzig, um 1885 OCLC 699648292
  - Nr. 1: Singet dem Herrn ein neues Lied
  - Nr. 2: Über Nacht kommt still das Leid
  - Nr. 3: Ich will singen von der Gnade des Herrn
- Orgelsonate Nr. 6 G-Dur op. 24. Das Werk wurde vom Organisten Dietrich von Knebel zwischen dem 8. und 9. Oktober 2019 eingespielt und 2021 beim Label Querstand auf der CD Hans Fährmann - Orgelwerke V veröffentlicht.
  - I Moderato maestoso
  - II Adagio
  - III Introduzione/Fuga
- Orgelsonate Nr. 7 fis-moll op. 25. Otto Burkert, dem Konzertorganisten des Deutschen Hauses in Brünn gewidmet. Otto Junne, Leipzig OCLC 165630686 (Digitalisat beim IMSLP) Edition Kemel, Niedernausen, 2017 OCLC 1199779744 Das Werk wurde vom Organisten Dietrich von Knebel an der Klais-Orgel von St. Elisabeth in Bonn eingespielt und auf der CD Hans Fährmann (1860 - 1940) - Orgelwerke II beim Label Mitra veröffentlicht.
  - I „Unser Leben währet siebzig Jahre“. Introduzione. Andante con moto - Allegro risoluto - Etwas ruhiger - Andante
  - II „Unser Wissen ist Stückwerk“. Andante - Allegro risoluto - Etwas ruhiger - Andante
  - III „UnserWandel aber ist im Himmel“ (Hymnus). Moderato maestoso
  - IV „Unser Glaube ist der Sieg, der die Welt überwunden hat“ Choral: „Nach einer Prüfung kurzer Tage“. Moderato - Fuga - Piú mosso - Etwas ruhiger
- Salvum fac regem für gemischten Chor op. 26. Otto Junne Leipzig, 1904 OCLC 1015899112 (Digitalisat der Digitalisierten Sammlungen der Staatsbibliothek zu Berlin)
- Sinfonische Fantasie und Doppelfuge für Orgel op. 27. Otto Junne, Leipzig
- Ein feste Burg ist unser Gott, Fantasie und Doppelfuge für Orgel op. 28. Otto Junne, Leipzig, um 1900 OCLC 992166956 (Digitalisat der Digitalisierten Sammlungen der Staatsbibliothek zu Berlin) Der Organist Joachim Vetter spielte das Werk zwischen dem 22. und 24. November 1991 an der großen Orgel der Marienkirche in Rostock ein. Die Aufnahme wurde 1992 auf der CD Die grosse Orgel der St.-Marien-Kirche zu Rostock beim Düsseldorfer Label Ursina Motette veröffentlicht. OCLC 602676283
- Salvum fac imperatorem für achtstimmigen gemischten Chor op. 29.
- Zwölf Lieder für eine Singstimme mit Orgelbegleitung op. 30.
- Hymne „Wie tönt dein Name, Gott“ für eine Singstimme mit Klavier- oder Orgelbegleitung op. 31. Otto Junne, Leipzig, um 1905 OCLC 699647577
- Zehn kleine Lieder für eine Singstimme mit Orgelbegleitung op. 32. Text: Anna Ritter
- Drei größere Fugen für Orgel op. 33. Otto Junne, Leipzig, um 1910
  - Nr. 1: Doppelfuge in E, Otto Junne, Leipzig, um 1910 OCLC 699227369
  - Nr. 2: Tripelfuge d-moll, Otto Junne, Leipzig, um 1910 OCLC 699227453
  - Nr. 3: Einfache Fuge a-moll, Otto Junne, Leipzig, um 1910 OCLC 699227699
- Fünf Sprüche und Psalmen für mehrstimmigen Chor op. 34. Otto Junne, Leipzig, 1907. Das Opus wurde vom SWR-Vokalensemle Stuttgart unter der Leitung von Frieder Bernius eingespielt und beim Label Carus veröffentlicht.
  - Nr. 1: Gott wird abwischen alle Tränen, Otto Junne, Leipzig, 1907 OCLC 699649702
  - Nr. 2: Die auf den Herrn harren, dem Dresdner Kantor Wilhelm Borrmann gewidmet, Otto Junne, Leipzig, 1907 OCLC 1201501715 (Digitalisat der Digitalen Sammlungen der SLUB)
  - Nr.3: Dein Leben lang habe Gott vor Augen, dem Dresdner Organisten und Kantor Otto Thomas gewidmet, Otto Junne, Leipzig, 1907 OCLC 1201501701 (Digitalisat der Digitalen Sammlungen der SLUB)
  - Nr. 4: Herr, höre meine Worte OCLC 699649749
  - Nr. 5: Was ist der Mensch, dass du seiner gedenkest ?, aus Psalm 8, dem Chemnitzer Kantor Emil Winkler gewidmet, Otto Junne, Leipzig, 1907 OCLC 1201501823 (Digitalisat der Digitalen Sammlungen der SLUB)
- Drei größere Choralvorspiele für Orgel op. 36. Otto Junne, Leipzig, um 1920 OCLC 699642745
  - Nr. 1: Dir, dir, Jehova, will ich singen, Berliner Chormusik-Verlag/Edition Musica Rinata, 2012 OCLC 864501646
  - Nr. 2: Vom Himmel hoch, Otto Junne, Leipzig. Berliner Chormusik-Verlag/Edition Musica Rinata, 2012 OCLC 864501611
  - Nr. 3: Eins ist Not! Ach Herr, dies eine, Berliner Chormusik-Verlag/Edition Musica Rinata, 2012 OCLC 898290269
- Klaviertrio H-Dur op. 37. Der Dresdner Trio-Vereinigung; [den] Herren W. Bachmann, R. Bärtich, A. Stenz gewidmet. Otto Junne, Leipzig OCLC 699649893
- Vier Lieder für eine Singstimme mit Orgelbegleitung op. 38. Otto Junne, Leipzig, um 1910 OCLC 699648118
- Vier Balladen für eine Singstimme mit Orgelbegleitung op. 39.
  - Nr. 1: Sühne, Otto Junne, Leipzig, um 1910 OCLC 699639655
  - Nr. 2: Jung Diethelm, Otto Junne, Leipzig, um 1910 OCLC 699639677
  - Nr. 3: Das Lied, Otto Junne, Leipzig, um 1910 OCLC 699639696
- Sechs Charakterstücke für Orgel op. 40. Otto Junne, Leipzig, um 1910 OCLC 699227782
  - Nr. 2: Larghetto (Digitalisat beim IMSLP, enthalten in: Felix Striegler: Der moderne Organist, Otto Junne, Leipzig, 1910 )
- Streichquartett e-moll op. 41. Otto Junne, Leipzig, um 1910 OCLC 638222435
- Fantasia e fuga tragica für Orgel op. 42, Otto Junne, Leipzig, um 1905 OCLC 699182893 (Digitalisat einer Musikhandschrift beim IMSLP)
  - Molto maestoso - Lento assai - Fuga moderato - Un poco piú mosso (Etwas rascher, später immer langsamer) - Langsamer - Langsamer - Lento
- Klaviertrio cis-moll op. 43. Eugen Richter gewidmet, Otto Junne Leipzig OCLC 958838460
- Doppelfuge f-moll für Orgel op. 44. Enthalten in: Otto Gauß: Orgelkompositionen aus alter und neuer Zeit II
- Sieben Sprüche für mehrstimmigen Chor op. 45. Das Opus wurde vom SWR-Vokalensemle Stuttgart unter der Leitung von Frieder Bernius eingespielt und beim Label Carus veröffentlicht.
  - Nr. 1: Christus hat dem Tode die Macht genommen, Otto Richter gewidmet, Otto Junne, Leipzig, 1911 OCLC 1201501880 (Digitalisat der Digitalen Sammlungen der SLUB)
  - Nr. 2: Singet dem Herrn ein neues Lied, dem Dresdner Kantor Paul Holzegel gewidmet, Otto Junne, Leipzig, 1911 OCLC 1201501812 (Digitalisat der Digitalen Sammlungen der SLUB)
  - Nr. 3: Bittet, so wird euch gegeben, dem Dresdner Geistlichen Artur Siegert gewidmet, Otto Junne, Leipzig, 1911 OCLC 1201501872 (Digitalisat der Digitalen Sammlungen der SLUB)
  - Nr. 4: Christus ist aufgefahren, dem Chemnitzer Kantor Joachimsen gewidmet, Otto Junne, Leipzig, 1911 OCLC 1201501873 (Digitalisat der Digitalen Sammlungen der SLUB)
  - Nr. 5: Siehe, spricht der Herr, Karl Klanert gewidmet, Otto Junne, Leipzig, 1911 OCLC 1201501681 (Digitalisat der Digitalen Sammlungen der SLUB)
  - Nr. 6: Ei, du frommer und getreuer Knecht, dem Breslauer Königlichen Musikdirektor Max Ansorge gewidmet, Otto Junne, Leipzig, 1911 OCLC 1201501706 (Digitalisat der Digitalen Sammlungen der SLUB)
  - Nr. 7: Kommet her zu mir alle, dem Chemnitzer Musikdirektor Franz Mayerhoff gewidmet, Otto Junne, Leipzig, 1911 OCLC 1201501881 (Digitalisat der Digitalen Sammlungen der SLUB)
- Orgelsonate Nr. 8 in es-moll op. 46. Eugen Richter gewidmet, Robert Forberg, Leipzig, 1910 OCLC 1017027841 (Digitalisat beim IMSLP) Das Werk wurde vom 2001 vom Organisten David Fuller beim Label Loft eingespielt.
  - I Lento ma non troppo - Agitato -
  - II Allegro risoluto
  - III Adagio sostenuto
  - IV Moderato con moto (Fuga) - Con moto
- Sinfonie Nr. 1 C-Dur op. 47
- Sechs Fantasiestücke für Orgel op. 48. 1911 (Digitalisat beim IMSLP)
  - Nr. 1: Träumerei e-moll, Larghetto sostenuto OCLC 315650303
  - Nr. 2: Caprice Es-Dur, Moderato con moto e scherzando - Più Andante OCLC 315650459
  - Nr. 3: Abendandacht Es-Dur, Andante religioso
  - Nr. 4: Waldesfrieden E-Dur, Adagio cantabile
  - Nr. 5: Herbstgedanken e-moll, Lento assai
  - Nr. 6: Elegie B-Dur. Lento ma non troppo - Un poco più mosso
- Toccata c-moll für Orgel op. 49. Alfred Coppenrath, Regensburg, 1911 OCLC 859115689 (Digitalisat der Digitalen Sammlunger der Staatsbibliothek zu Berlin) Das Werk wurde vom Organisten Dietrich von Knebel an der Orgel in der Segenskirche in Frankfurt-Griesheim eingespielt und 2013 auf der CD Hans Fährmann (1860–1940) - Orgelwerke III beim Label Mitra veröffentlicht.
  - Moderato con moto - Piú andante - Tempo I - Maestoso
- Todeszug und Totenfuge c-moll für Orgel op. 50. Otto Junne, Leipzig
- Fünf Charakterstücke für Klavier op. 51. (Digitalisat einer Musikhandschrift der Digitalen Sammlungen der SLUB)
  - Nr. 1: Sehsucht. Teneramente, con molto sentimento (Andante)
  - Nr. 2: Auf zum Tanzplan. Quasi Mazurka
  - Nr. 3:Melancholie. Lento sostenuto espressivo
  - Nr. 4: Resignation. Moderato mesto.
  - Nr. 5: Spielkameraden. Allegro scherzando
- Sinfonisches Konzert für Orgel und Orchester Nr. 1 b-moll op. 52. Rudolf Dittrich gewidmet, Robert Forberg, Leipzig, 1912 OCLC 699649053 (Digitalisat der Partitur beim IMSLP)
  - I Tempo di marcia funebre - Allegro moderato - Un poco meno mosso - Andante - Tempo I (Allegro moderato) - Meno mosso (Andante) - Tempo I (di marcia funebre)
- Orgelsonate Nr. 9 in es-moll im Triostil op. 53. Johannes Quaritsch gewidmet, Robert Forberg, Leipzig, 1913 OCLC 634276213 (Digitalisat beim IMSLP) Das Werk wurde vom Organisten Dietrich von Knebel an der Orgel in der Segenskirche in Frankfurt-Griesheim eingespielt und 2013 auf der CD Hans Fährmann (1860–1940) - Orgelwerke III beim Label Mitra veröffentlicht.
  - I Moderato grazioso
  - II Lento con espressione e cantabile
  - III Allegretto giocoso
- Orgelsonate Nr. 10 in d-moll op. 54. J. Hennings (Lübeck) gewidmet, gewidmet, Robert Forberg, Leipzig, 1913 OCLC 634276280(Digitalisat beim IMSLP)
  - I Adagio sostenuto - Agitato - Tempo I - Moderato assai - Tempo I (Adagio sostenuto)
  - II Largo con gran sentimento - Piú mosso, agitato - Tempo I
  - III Fuga. Moderato energico
- Drei Klavierstücke op. 55.
- Die mit Tränen säen, Konzertmotette op. 56. Das Opus wurde vom SWR-Vokalensemle Stuttgart unter der Leitung von Frieder Bernius eingespielt und beim Label Carus veröffentlicht.
- Klaviertrio b-moll op. 57.
- Vier Stimmungsbilder für Orgel op. 58. Anton Böhm & Sohn, Augsburg und Wien, 1913 OCLC 1066085631
  - Nr. 1: In einsamen Stunden OCLC 699230551
  - Nr. 2: Kreuz und Trost OCLC 699231232
  - Nr. 3: Befreiung (Digitalisat beim IMSLP) OCLC 699231235
  - Nr. 4: Feierlicher Ausgang/Postludium OCLC 699231240
- Sechzehn Choralvorspiele op. 59. Georg Bammessel (Organist an St. Sebald in Nürnberg) gewidmet, Otto Junne, Leipzig und Schott Fréres, Brüssel (Digitalisat der Digitalen Sammlungen der SLUB)
  - Serie I. Die sieben Choralvorspiele der Serie I wurden vom Organisten Dietrich von Knebel an der Jehmlich-Orgel in der Kreuzkirche in Dresden eingespielt und 2013 auf der CD Hans Fährmann (1860–1940) - Orgelwerke IV beim Label Querstand veröffentlicht.
    - Nr. 1: Christ, der du bist der helle Tag e-moll
    - Nr. 2: Heut’ triumphieret Gottes Sohn e-moll
    - Nr. 3: Mitten wir im Leben sind C-Dur
    - Nr. 4: O Gott, du frommer Gott F-Dur
    - Nr. 5: O wie selig seid ihr doch, ihr Frommen c-moll
    - Nr. 6: Wachet auf, ruft uns die Stimme C-Dur
    - Nr. 7: Wie schön leuchtet der Morgenstern D-Dur

  - Serie II, Otto Junne Leipzig, um 1900 OCLC Junne, Leipzig Die neu Choralvorspiele der Serie II wurden vom Organisten Dietrich von Knebel an der Orgel in der Segenskirche in Frankfurt-Griesheim eingespielt und 2013 auf der CD Hans Fährmann (1860–1940) - Orgelwerke III beim Label Mitra veröffentlicht.
    - Nr. 1: Lobe den Herren, den mächtigen König der Ehren G-Dur
    - Nr. 2: Ich will dich lieben, meine Stärke Es-Dur
    - Nr. 3: Nun preiset alle Gottes Barmherzigkeit F-Dur
    - Nr. 4: Jesu, meine Freude d-moll
    - Nr. 5: Herr Gott, dich loben alle wir B-Dur
    - Nr. 6: Jesus Christus herscht als König D-Dur
    - Nr. 7: Gib dich zufrieden und sei stille c-moll
    - Nr. 8: Gib dich zufrieden und sei stille c-moll
    - Nr. 8: Gib dich zufrieden und sei stille c-moll
    - Nr. 9: Lobe den Herren, o meine Seele B-Dur
- Fünf Mystische Stücke für Orgel op. 60. Otto Junne, Leipzig, um 1905 OCLC 315651481
  - Nr. 1: Klage
  - Nr. 2: Weltvergessenheit
  - Nr. 3: Im Dom
  - Nr. 4: Bergfrieden
  - Nr. 5: . Requiem
- Heimliche Lieder für eine Singstimme mit Orgel- oder Klavierbegleitung op. 61. Otto Junne Leipzig, um 1920 OCLC 699647549
  - Nr. 1: Morgenpsalm, Otto Junne, Leipzig, um 1920 OCLC 699648246
- Ostern. Hymne, Choral und Doppelfuge für vierstimmigen Chor und Orchester op. 62.
- Orgelsonate Nr. 11 b-moll op. 63.
- Große Orgelsonate Nr.12 Kriegssonate op. 65. Dem Breslauer Organisten und Kriegsteilnehmer Rudolf Simon, seinem Schüler, gewidmet, Otto Junne, Leipzig, 1902 (Digitalisat der Digitalen Sammlungen der SLUB) OCLC 780342705
  - I Grave - Moderato energico agitato - Breit und Majestätisch - Langsamer - Tempo I - Adagio espressivo - Tempo I (Moderato energico) - Agitato - Breit - Langsam - Tempo I
- Abschied- und Friedensgesänge für Orgel op. 66. Das Werk wurde vom Organisten Dietrich von Knebel zwischen dem 2. und 3. August 2015 eingespielt und 2021 beim Querstand auf der CD Hans Fährmann - Orgelwerke V veröffentlicht.
  - I Lento
  - II Moderato tranquillo
  - III Adagio molto
  - IV Adagio espressivo
  - V Andante - Adagio
  - VI Moderato maestoso
  - VII Lento assai
  - VIII Tempo di Marcia funebre
  - IX Moderato con moto
  - X Lento espressivo
- Erster Siegessatz 1916 für Orgel op. 67. Otto Junne Leipzig, 1916 (Digitalisat der Digitalen Sammlungen der SLUB)
  - Lento maestoso
- Toccata, Introduktion und Fuge C-Dur für Orgel op. 69. Dem Orgelvirtuosen Adolf E. Schütz gewidmet, Otto Junne Leipzig, um 1920 OCLC 699235483
- Zweiter und dritter Siegessatz 1916 op. 70.
  - Zweiter Siegessatz D-Dur über das altniederländische Dankgebet „Wir treten zum Beten“. Im Tempo des Dankgebets, Ernst Schmidt (Organist an der Stadtkirche St. Jakob in Rothenburg ob der Tauber) gewidmet
- Orgelsonate Nr. 13 Münstersonate C-Dur op. 73.
- Präludium und Fuge d-moll für Orgel op. 74.
- Fuge f-moll und Choral für Orgel op. 75.
- Bilder Deutscher Dome op. 76.
  - Nr. 1 Ulmer Münster, Fantasie, seinem Schüler Richard Rost (Oschatz) gewidmet, 1937 (Digitalisat der digitalen Sammlungen der SLUB)
- Doppelfuge h-moll op. 77.
- Orgelsonate Nr. 14 und Fuga transcedentale G-Dur op. 78.
- „Das hohe Lied der Liebe“ für eine Singstimme mit Orgelbegleitung op. 79.
- Drei Fantasien für Violine und Orgel op. 80.
- Heimkehr, ein Bild des Menschenlebens in sieben Abteilungen für vier- und mehrstimmigen Chor, Frauenchor, Männerchor, Soli, Orchester und Orgel, nach Worten der heiligen Schrift und religiösen Dichtungen op. 81. Otto Junne, Leipzig, um 1930 OCLC 699643294
- 14 Gottsucher-Lieder op. 82 bis op. 84.
  - 14 Gottsucher-Lieder: I op. 82 Nr. 1
  - 14 Gottsucher-Lieder: II Durch Einsamkeiten op. 82 Nr. 2, Junne, Leipzig, um 1932 OCLC 699641040
  - 14 Gottsucher-Lieder: III Nur du und immer du op. 82 Nr. 3, Junne, Leipzig, um 1932 OCLC 699641056
  - 14 Gottsucher-Lieder: IV Gebet: O Heiland, mein Heiland op. 82 Nr. 4, Junne, Leipzig, um 1932 OCLC 699641063
  - 14 Gottsucher-Lieder: V Wo bist du, Gott op. 83 Nr. 1, Junne, Leipzig, um 1932 OCLC 699641085
  - 14 Gottsucher-Lieder: VI Herr, du meine Stärke op. 83 Nr. 2, Junne, Leipzig, um 1932 OCLC 699641088
  - 14 Gottsucher-Lieder: VII Da die Tage so voll Not op. 83 Nr. 3, Junne, Leipzig, um 1932 OCLC 699641125
  - 14 Gottsucher-Lieder: VIII Kennst du das Lied op. 83 Nr. 4, Junne, Leipzig, um 1932 OCLC 699641226
  - 14 Gottsucher-Lieder: IX Wer wollte ihn ergründen op. 83 Nr. 5, Junne, Leipzig, um 1932 OCLC 699641233
  - 14 Gottsucher-Lieder: X Ostern: Wacht auf, die ihr im Winterschlummer op. 83 Nr. 6, Junne, Leipzig, um 1932 OCLC 699641243
  - 14 Gottsucher-Lieder: XI Aus der Tiefe schrei ich, daß dein Licht op. 84 Nr. 1, Junne, Leipzig, um 1932 OCLC 699641275
  - 14 Gottsucher-Lieder: XII Aus der Tiefe schrei ich, daß dein Licht op. 84 Nr. 2, Junne, Leipzig, um 1932 OCLC 699641315
  - 14 Gottsucher-Lieder: XIII op. 84 Nr. 3
  - 14 Gottsucher-Lieder: XIV op. 84 Nr. 4
- Drei ernste Lieder für eine Singstimme mit Klavier- oder Orgelbegleitung op. 85. Otto Junne, Leipzig, um 1920 OCLC 699640297
- Sinfonisches Konzert für Orgel und Orchester Nr. 2 c-moll op. 86.
- Auf Betlehems Fluren, Weihnachtsoratorium für Chor, Soli, Orchester und Orgel op. 87.
- Sinfonisches Konzert für Orgel und Orchester Nr. 3 F-Dur op. 88.
- Allerseelen, Fantasie und kanonisches Duo für Orgel op.89. Otto Junne, Leipzig, um 1930 (Digitalisat der Digitalen Sammlungen der SLUB), seinem Schüler Curt Raschke (Organist in Hainichen) gewidmet OCLC 882941837
- Introduktion und Fuge C-Dur für Orgel op. 90.

### Werke ohne Opuszahl
- Fünf Männerchöre
  - Nr. 1: O du, vor dem die Stürme schweigen, Otto Junne, Leipzig, um 1910 OCLC 699648146
  - Nr. 3: Gönnt mir in der Freude Stunden den Wein, Otto Junne, Leipzig, um 1910 OCLC 699648152
  - Nr. 4: Säuberliches Mägdelein, Otto Junne, Leipzig, um 1910 OCLC 699648167
  - Nr. 5: Komm Trost der Welt, Otto Junne, Leipzig, um 1910 OCLC 699648181

## Nachlass
Der Nachlass von Hans Fährmann wird in der Sächsischen Landesbibliothek – Staats- und Universitätsbibliothek Dresden aufbewahrt.